# Malesjevska Planina
Malesjevska Planina (bulgariska: Малешевска Планина) är en bergskedja i Bulgarien, på gränsen till Nordmakedonien.   Den ligger i regionen Blagoevgrad, i den sydvästra delen av landet, 120 km söder om huvudstaden Sofia.
I omgivningarna runt Malesjevska Planina växer i huvudsak blandskog. Runt Malesjevska Planina är det glesbefolkat, med 15 invånare per kvadratkilometer.